# 李禹煥美術館

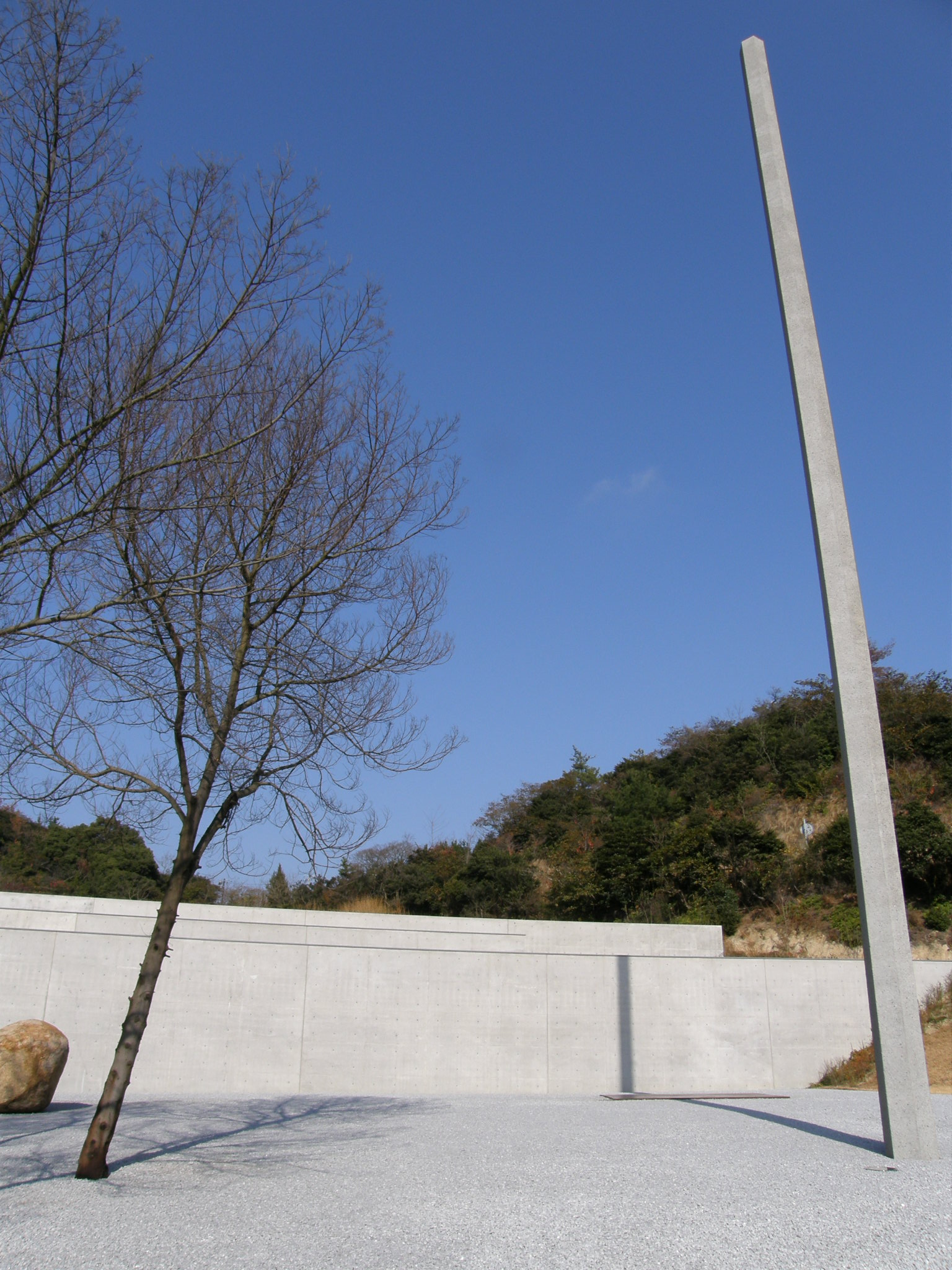
李禹煥美術館 - 安藤の設計した広場に、さらに李は18.5ｍの六角形のコンクリート柱を立てた。これはぴんと張りつめた空間を現出させることを意図したもの。

李禹煥美術館（リ・ウーファンびじゅつかん、Lee U-Fan museum）は、香川県香川郡直島町字倉浦にある李禹煥と安藤忠雄のコラボレーションによる美術館。

## 概要

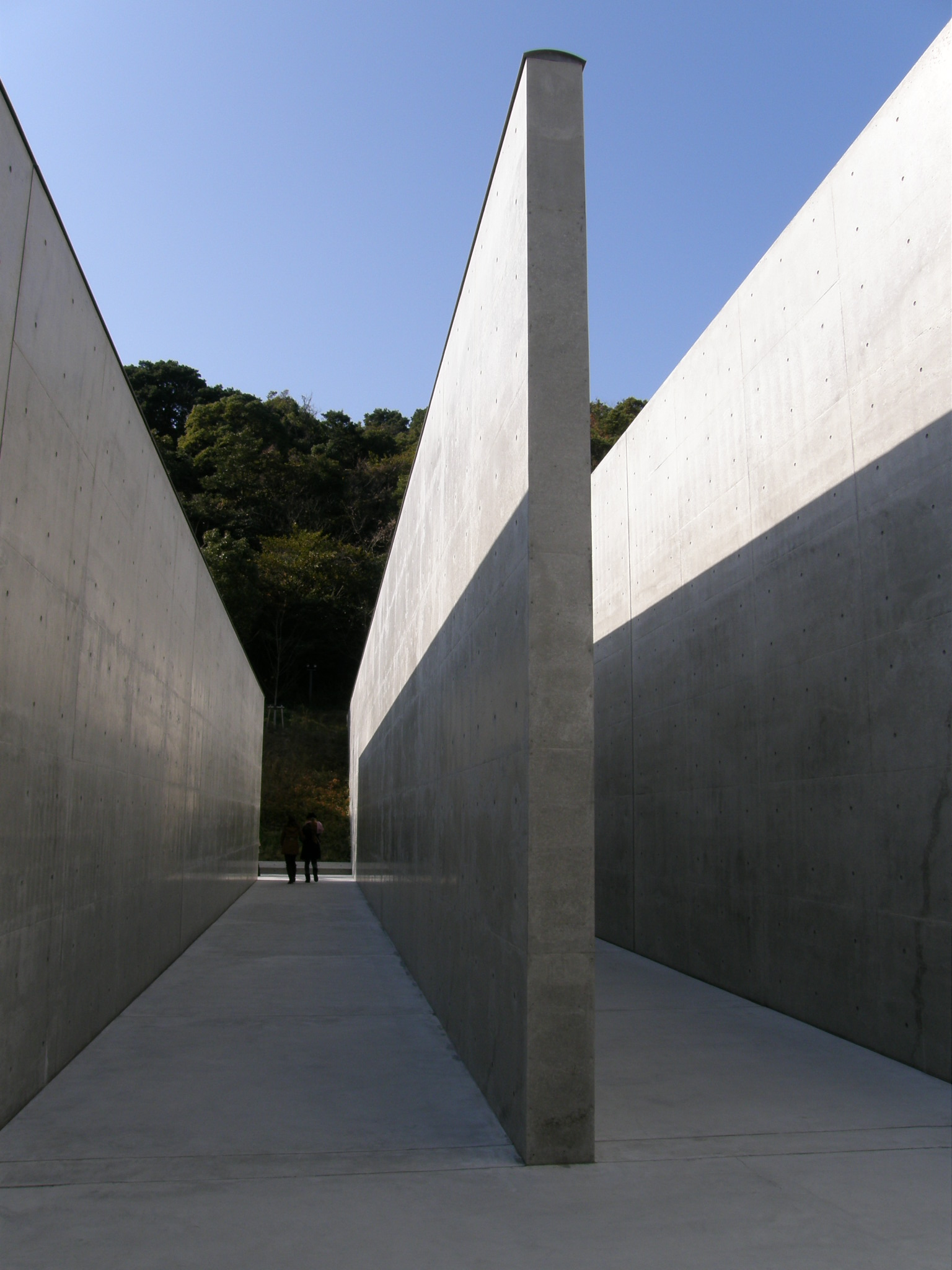
李禹煥美術館入口。50mの3重の壁により構成され、胎内への回帰や墓へ入っていくような空間を目指した。

地中美術館を運営する福武財団が運営する李禹煥初の個人美術館で、2010年6月15日に開館した。2010年7月より約3ヶ月間開催された『瀬戸内国際芸術祭』のプレオープンとして開館した。敷地面積は9860m2で設計は安藤忠雄。
直島の瀬戸内海の見える静かな谷あいに建つ。この景観を生かすために、半地下構造の鉄筋コンクリート造りとなっている。正面から見えるのは高さ6m、長さ50mのコンクリート壁だけで、延べ床面積443m2の建物の全容は見えない。

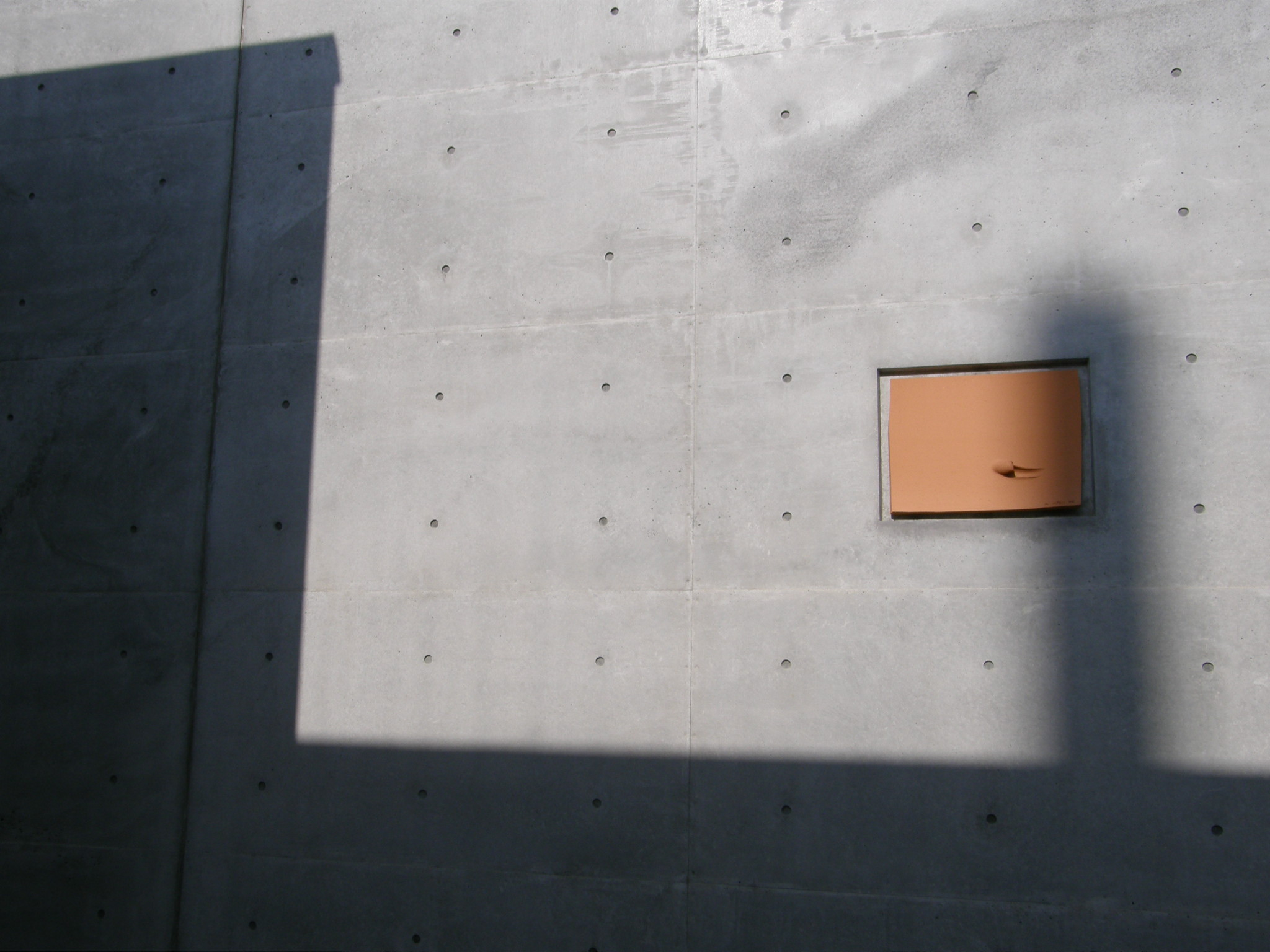
入口にあるオブジェ

李が目指したのは、洞窟のような美術館で、半開きの空が見え、胎内へ戻るような、お墓の中へ入っていくような空間であった。これに対し安藤は、李が着想した3つの箱型の展示空間を屋根を持たない三角形の広場でつなぐプランを提案した。安藤は50ｍの長さの壁の正面に約900m2（30ｍ四方）の広場を設計したが、さらに李はここに18.5mの六角形のコンクリート柱を立てた。これは李によると長い壁により強調される横の線に対し、あえて縦軸の柱を立てることで、ぴんと張りつめた空間を現出させるためであった。
内部には、韓国生まれで現在は日本とフランスに住み、欧米を中心に活動するもの派の代表的な作家である李禹煥の1970年代以降から現代に至る絵画・彫刻作品が展示されている。地中美術館とベネッセハウスの間にある。

## 交通・入館
- 直島宮ノ浦港より徒歩約1時間。または宮ノ浦港の海の駅なおしまから町営バスに乗車、「つつじ荘」で無料シャトルバスに乗り換える。
- 休館：月曜日（祝日の場合は開館、翌日は休館）
- 鑑賞料金 1,030円（2019年10月1日より 1,050円）※15歳以下無料、年間パスポートあり。

## 参考サイト
- ベネッセアートサイト直島
- 直島 - Naoshima - を知る